# Mausoleu d'al-Abbàs
El mausoleu d'al-Abbàs (àrab: حَرَم أَبِي ٱلْفَضْل ٱلْعَبَّاس, Ḥaram Abī l-Faḍl al-ʿAbbās) és el mausoleu d'al-Abbàs ibn Alí i es troba a prop del mausoleu de l'imam al-Hussayn, a Karbala, a l'Iraq. Al-Abbàs era fill d'Alí ibn Abi Tàlib i germà de pare dels imams al-Hàssan ibn Alí i al-Hussayn ibn Alí. Va ser el banderer d'al-Hussayn en la batalla de Karbala i cap de les seues caravanes. El santuari és especialment venerat pels xiïtes, que el visiten cada any al mes de muhàrram.
Els efectes mediambientals al llarg dels anys han fet que el riu Eufrates canvie de curs i ha això ha provocat que, gairebé 1.400 anys després de la batalla de Karbala, el curs del riu actualment envolti la tomba d'al-Abbàs.
El santuari ha estat objecte d'una sèrie de millores i afegits, com el nou daurat de la cúpula i la cobertura de l'antic pati amb un sostre per a acomodar millor els pelegrins. Cada any, el santuari rep milions de pelegrins procedents de tot el món.

## Història i disseny

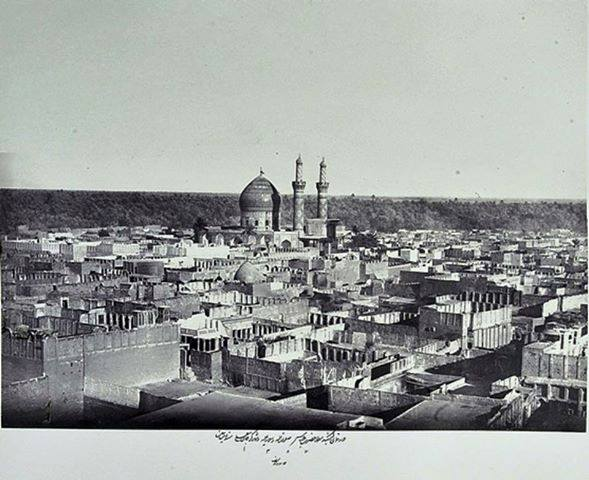
El santuari d'al-Abbàs abans que es daurés la seva cupula amb teules d'or, fa més de 100 anys

Emperadors i reis de diferents dinasties han regalat valuosos obsequis i gemmes al santuari d'al-Abbàs. El 1622 el xa Abbàs el Gran ordenà la decoració de la cúpula de la tomba. Va construir una reixa al voltant de la tomba i en va reorganitzar el recinte.
La major part del disseny modern ha estat realitzat per arquitectes perses i centreasiàtics. La cúpula central en forma de llàgrima és una estructura decorativa, amb una cúpula interna i una altra d'externa. La cúpula interna està decorada amb espills. Als costats de la cúpula s'alcen dos minarets, pintats d'or en la renovació del 2007. La tomba està coberta d'or pur i envoltada d'un enreixat d'argent, mentre el terra és cobert d'estores iranianes.

## Renovació

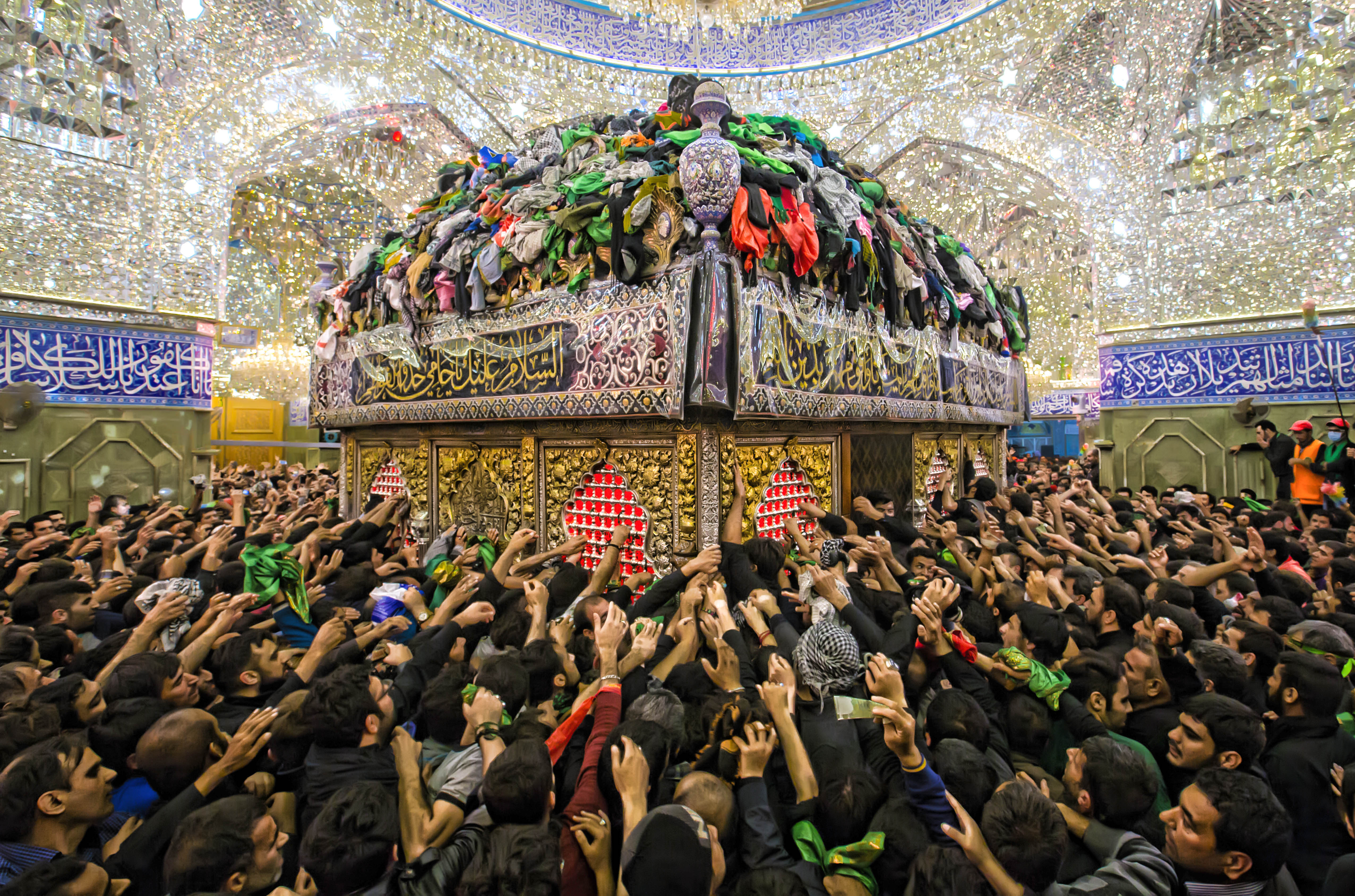
Tomba d'al-Abbàs ibn Alí

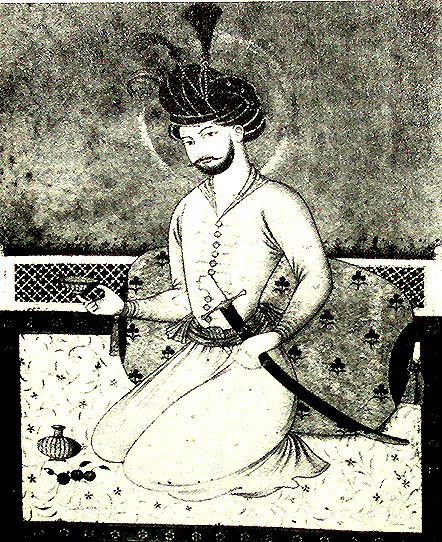
El xa safàvida Abbàs I el Gran

Del 2012 ençà, la mesquita d'al-Abbàs s'ha renovat per a millorar la capacitat del santuari per a acollir els milions de pelegrins que el visiten cada any. S'ha reconstruït el mur que envolta el santuari i s'ha convertit en un edifici que alberga museus, oficines i sales d'oració. A més a més, la cúpula i el minaret s'han tornat a daurar, i el pati del santuari s'ha cobert amb una teulada.
El 2014, s'hi va construir un soterrani per a acollir encara més pelegrins, solucionar problemes de fonamentació del santuari i reforçar l'estructura, ja que els fonaments presenten problemes d'humitat i aigua, des que l''Eufrates envolta la tomba. Al març del 2016 es va completar un nou darih per a la tomba, el primer que es construeix íntegrament a l'Iraq i per mans iraquianes. Es va inaugurar el 13 de ràjab, coincidint amb el dia de naixement d'Alí Ibn Abi Tàlib.

## Cronologia
| Any    | Any      | Esdeveniments |
| Hègira | gregorià | Esdeveniments |
| ------ | -------- | --- |
| 61     | 680      | 10 d'octubre: al-Abbàs ibn Alí és soterrat ací |
| 1032   | 1622     | El xa safàvida Abbàs fa decorar la cúpula del santuari, fa revestir de cristall la sala de la tomba, n'arranja els porxos i el pati, mana construir el vestíbul de la primera porta del santuari i enviar estores des d'Iran             |
| 1115   | 1703     | Nàdir Xah Afxar envia regals al santuari i n'augmenta la decoració |
| 1117   | 1705     | El visir de Nàdir Xah visita el santuari, en fa reconstruir els porxos i refer els revestiments al voltant de la tomba i hi afegeix un canelobre                                                                                         |
| 1216   | 1801     | Els wahhabites ataquen Karbala, danyen el santuari i en roben els objectes de valor |
| 1232   | 1817     | Fat'h 'Alī Shāh Qājār fa reconstruir la cúpula del santuari, dona nous canelobres i peces de decoració i hi mana aixecar més construccions                                                                                               |
| 1355   | 1936     | El guardià del santuari, el sàyyid Murtadhā, fa reconstruir-ne la porta d'argent del corredor daurat que duu a la sala de la tomba |
| 1411   | 1991     | Març: es produeix un violent alçament contra el règim de Saddam Hussein a la ciutat, després de la Guerra del Golf |
| 1415   | 1994     | S'acaben les reparacions al santuari pels danys de la revolta de 1991 |
| 1425   | 2004     | 2 de març: el santuari és atacat durant la commemoració de l'Aixura, amb, com a mínim, sis explosions, que provoquen 85 morts i 230 ferits                                                                                               |
| 1426   | 2006     | 5 de gener: atacs suïcides amb bombes en els dos santuaris veïns provoquen, entre la multitud, 60 morts i més de 100 ferits |
| 1428   | 2007     | 28 de abril: un atac suïcida amb cotxe bomba mata 58 persones i en fereix 170 quan la gent es dirigia a les oracions del vespre |
| 1429   | 2008     | 11 de setembre: una bomba esclata a 500 m del santuari i mata un civil, en fereix 3 i danya cases de l'àrea |
| 1434   | 2012     | Comença la construcció d'un sostre a l'antic pati del santuari; es fa amb molt d'esforç per part de l'administració del santuari per tal d'acomodar millor els pelegrins i renovar els santuaris                                         |
| 1436   | 2014     | Octubre: comença la construcció d'un soterrani per a albergar més pelegrins |
| 1438   | 2016     | Abril: es reemplaça el darih que cobreix la tomba d'al-Abbàs. L'antic darih havia estat instal·lat el 1964 per encàrrec del sàyyid Mohsen Al-Hakim. El nou darih és el primer que ha estat construït completament a Iraq i per iraquians |